# Loi sur l'accès à l'information
Pour les articles homonymes, voir ATIA.
La Loi sur l'accès à l'information (anglais : Access to Information Act ou ATIA) est une loi canadienne qui garantit un accès à l'information sous le contrôle d'une institution gouvernementale. Elle déclare que le public devrait avoir accès aux documents de l’administration fédérale, sauf exception nécessaires et spécifiques, et que la décision de dévoiler une information devrait toujours être examinée par un organisme indépendant.

## Historique
Dès 1982, douze pays, dont la France, le Danemark, la Finlande, la Suède, les Pays-Bas et les États-Unis, avaient adopté des lois modernes sur l'accès à l'information. 
Une première loi sur l'accès à l'information a été adoptée au Canada en 1983, sous le gouvernement de Pierre Trudeau, permettant à la population canadienne d'obtenir l'information des dossiers gouvernementaux, et établissant quelles informations pouvaient être communiquées, ainsi que le délai de réponse. L'application de cette loi est sous la surveillance du Commissaire à l'information du Canada.
Une loi complémentaire, intitulée Loi sur la protection des renseignements personnels (L.R.C. (1985), ch. P-21), a été adoptée en 1983. Elle impose des obligations à quelque 250 ministères et organismes fédéraux en matière de respect des droits à la vie privée en limitant la collecte, l'utilisation et la communication de renseignements personnels. Elle confère le droit d'avoir accès aux renseignements personnels les concernant qui sont détenus par des organisations fédérales et à demander qu'ils soient corrigés. Les plaintes pour violation sont examinées par la commission à la protection de la vie privée.
Les lois sur l'accès à l'information établissent une distinction entre les informations de type général et les dossiers contenant des informations sur la personne qui fait la demande. Sauf exception, un individu a le droit d'accéder aux dossiers qui le concernent, mais pas aux dossiers d'autrui.

## Problèmes
En 2013, les critiques se multiplient sur la façon dont le gouvernement de Stephen Harper applique la loi: certains ministères refusent de répondre aux demandes faites en vertu de la loi, tandis que d'autres font traîner la réponse jusqu'à ce qu'elle soit obsolète. Les documents sont lourdement censurés. De plus, les frais sont prohibitifs. Tony Clement, ministre responsable de l'application de la loi, a refusé de dévoiler combien de demandes d'accès avaient été laissées sans réponse en 2012.

## Changements proposés
En 1987, le Solliciteur général du Canada dépose un rapport au Parlement intitulé Une question à deux volets : Comment améliorer le droit d’accès à l’information tout en renforçant les mesures de protection des renseignements personnels visant à améliorer les lois sur l'accès à l'information et sur la protection des renseignements personnels. 
En 1998, le gouvernement ajoute une clause à la Loi sur l'accès, interdisant de détruire, falsifier ou cacher des documents publics. 
En 2002, le Groupe d’étude de l’accès à l’information a publié son rapport intitulé Accès à l’information : comment mieux servir les Canadiens. Ce rapport exhaustif présentait 139 recommandations de réforme législative, administrative et culturelle. Rien n’est ressorti de ce rapport.
En 2005, un avant-projet de loi, intitulé Loi sur la transparence du gouvernement, a été déposé devant le Comité permanent de l’accès à l’information, de la protection des renseignements personnels et de l’éthique. Élaboré par le commissaire à l’information John Reid à la demande du Comité permanent, l’avant-projet prévoyait des changements majeurs à la Loi. L’un des objectifs premiers était de s’attaquer au problème de la « culture de non-divulgation » au sein des milieux politiques et bureaucratiques. 
En 2006, Harper promettait dans sa plateforme électorale qu'une réforme de la loi donnerait au commissaire à l'information aurait accès aux documents du Cabinet demandés par le public et aurait le pouvoir d'ordonner la divulgation d'une information. Dès son arrivée au pouvoir, il propose des changements importants à la loi existante sur l'accès à l'information qui ont pour effet de réduire considérablement les domaines sur lesquels le gouvernement doit fournir des informations. Cela se confirme en 2008, lorsqu'un important rapport commandé par divers groupes de presse en vue de comparer la Loi d'accès canadienne à celles des provinces et de 68 autres pays établit que cette loi « ne satisfait pas à 12 enjeux fondamentaux des normes internationales [...] et ne respecte pas non plus plusieurs recommandations majeures des lois sur l’accès à l’information d’au moins 10 autres organisations politiques internationales ».
En octobre 2010, une comparaison internationale sur l'accès à l'information dans divers pays place le Canada en dernière position, alors que, dix ans auparavant, le pays servait de modèle en cette matière au niveau international.
Dans son rapport déposé le 17 octobre 2013, la commissaire à l'information, Suzanne Legault, note une « détérioration notable du système fédéral d'accès à l'information » et « réclame un financement plus important pour gérer les demandes d'accès à l'information et une modernisation de la Loi sur l'accès à l'information, qui a 30 ans, notamment l'élargissement de son application au Parlement ».

## Sources
- Paul Wells, The longer I am prime minister : Stephen Harper and Canada, 2006-, Random House Canada, 2013